# Feizi
Ne doit pas être confondu avec Han Fei Zi.
Feizi (chinois : 非子 ; pinyin : Fēizǐ, mort en 858 av. J.-C.), également connu sous le nom Qin Ying (chinois : 秦嬴 ; pinyin : Qín Yíng), est le fondateur de l'ancien état chinois de Qin, prédécesseur de la dynastie Qin qui va conquérir les autres états et unifier la Chine en 221 av. J.-C..